# Imagina von Isenburg-Limburg
Imagina von Isenburg-Limburg (zm. 29 września 1313) – królowa niemiecka.
Imagina była córką Gerlacha I von Isenburg I Imaginy von Blieskastel. Imagina von Isenburg-Limburg poślubiła w 1271 r. Adolfa z Nassau, który w latach 1292–1298 był królem niemieckim.
Z małżeństwa Imaginy i Adolfa z Nassau pochodziło ośmioro dzieci:
- Henryk (zm. w dzieciństwie),
- Ruprecht (zm. 1304),
- Gerlach I von Nassau-Wiesbaden,
- Adolf (1292–1294),
- Walram III von Nassau-Wiesbaden,
- Adelajda, opatka w klasztorze w Klarenthal (zm. 1338),
- Imagina (zm. w dzieciństwie),
- Matylda (zm. 19 czerwca 1323), żona Rudolfa I, księcia bawarskiego.